# Edroy
Edroy è un census-designated place (CDP) situato nella Contea di San Patricio, in Texas, Stati Uniti d'America.

## Storia
Il nome della CDP è stato dato in onore di Ed Cubage e Roy Miller, che hanno impostato la città.

## Geografia fisica
Edroy si trova a 27°58′10″N 97°40′32″W. Il CDP è grande 5.4 km².

## Popolazione
Il censimento del 2010 mostra che Edroy ha una popolazione di 331 abitanti.

## Istruzione
La città è servita dalla Odem-Edroy Independent School District.